# Photuris cinctipennis
Photuris cinctipennis är en skalbaggsart som beskrevs av Barber 1951. Photuris cinctipennis ingår i släktet Photuris och familjen lysmaskar. Inga underarter finns listade i Catalogue of Life.